# جون فيغيروا
جون فيغيروا (بالإنجليزية: John Figueroa)‏ هو شاعر نيجيري، ولد في 4 أغسطس 1920 في كينغستون في جامايكا، وتوفي في 5 مارس 1999 في ميلتون كينز في المملكة المتحدة.